# Катберт, Росс
Ка́тберт Росс Ка́тберт (англ. Cuthbert Ross Cuthbert, 6 февраля 1892, Калгари, Канада, Великобритания — 1970, Пейджет, Бермудские Острова, Великобритания) — британский хоккеист, нападающий. Бронзовый призёр зимних Олимпийских игр 1924 года, участник зимних Олимпийских игр 1928 года, бронзовый призёр чемпионата мира 1924 года, бронзовый призёр чемпионата Европы 1928 года.

## Биография
Росс Катберт родился 6 февраля 1892 года в канадском городе Калгари.
Перебрался в Великобританию в составе канадского экспедиционного корпуса. Во время Первой мировой войны служил во Франции.
Играл в хоккей с шайбой на позициях центрального и левого нападающего. Выступал за английские «Принсез» (1912—1913), Британскую армию (1921—1922, 1923—1924), «Лондон Лайонз» (1925—1926), «Юнайтед Сёрвисез» (1928—1929).
В 1924 году вошёл в состав сборной Великобритании по хоккею с шайбой на зимних Олимпийских играх в Шамони и завоевал бронзовую медаль. Играл на позиции нападающего, провёл 4 матча, забросил 8 шайб (четыре — в ворота сборной Франции, три — Бельгии, одну — Швеции). По итогам олимпийского турнира также получил бронзовую медаль чемпионата мира.
В 1928 году вошёл в состав сборной Великобритании по хоккею с шайбой на зимних Олимпийских играх в Санкт-Морице, занявшей 4-е место. Играл на позиции нападающего, провёл 5 матчей, забросил 2 шайбы в ворота сборной Бельгии. По итогам олимпийского турнира также получил бронзовую медаль чемпионата Европы.
В 1931 году оставил военную службу в звании полковника королевских ВВС и переехал в США.
Последние годы провёл на Бермудских Островах.
Умер в 1970 году в бермудском округе Пейджет.

## Семья
Был дважды женат. Первым браком, который закончился разводом, женился в США на наследнице мыльного бизнеса Беатрис Кёрк из Чикаго. Второй раз женился в 72 года на американской модельерше Джейн Дерби, но она умерла менее чем через полгода.